# 原別村
原別村（はらべつむら）は、かつて青森県にあった村。

## 地理
北側は陸奥湾に面している。
- 河川：野内川、沼川

- 山岳：高山、薬師山

## 沿革
- 1889年（明治22年）4月1日 - 町村制施行により東津軽郡原別村、矢田前村、平新田村、諏訪沢村、築木館村、後萢村、桑原村、戸崎村、八幡林村、泉野村が合併し、原別村が発足。
- 1955年（昭和30年）3月1日 - 青森市に編入され消滅。